# Uwe Schneider (Politiker)

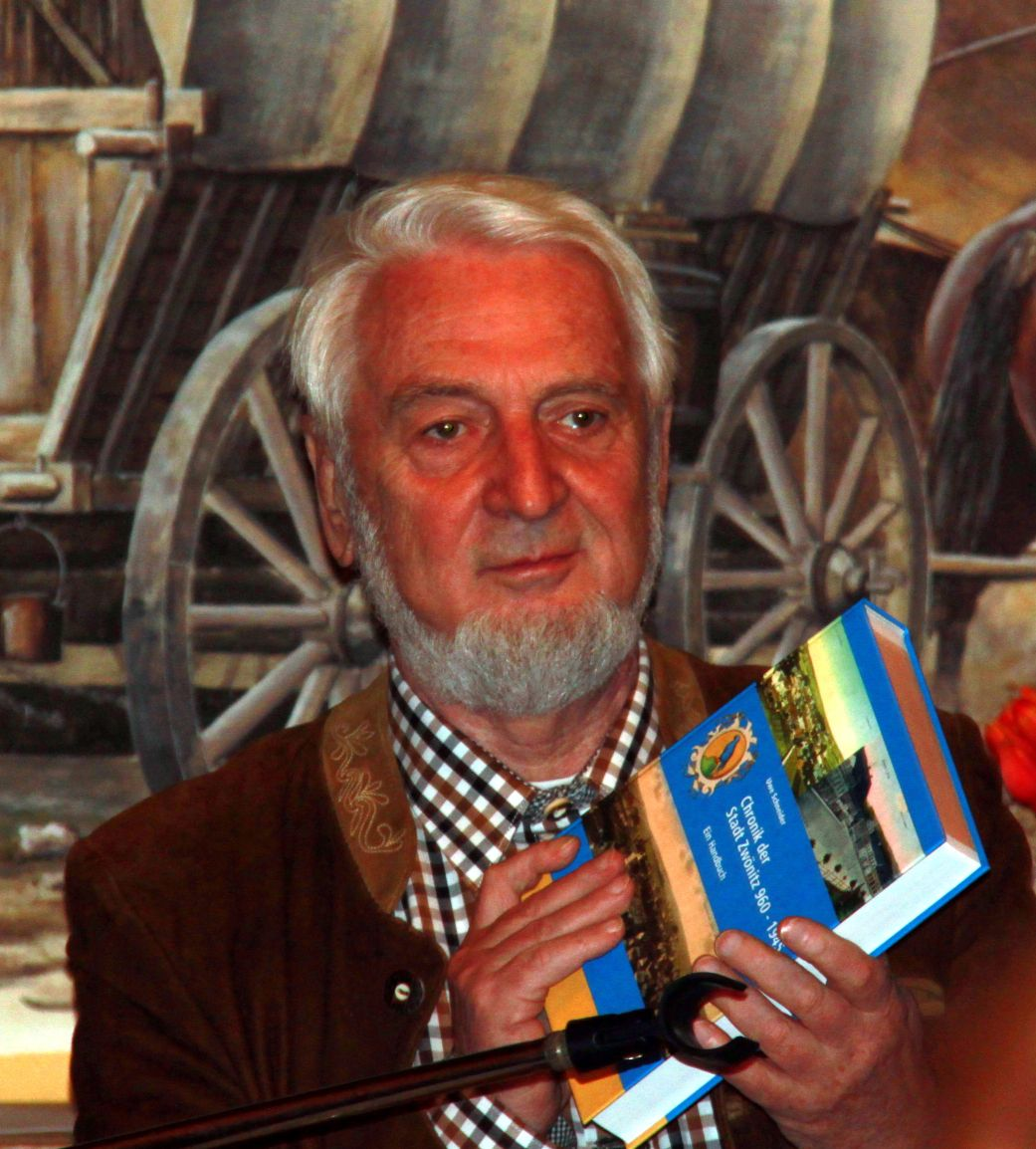
Uwe Schneider bei der Buchvorstellung seiner Chronik von Zwönitz, 2016

Uwe Hugo Rudolf Schneider (* 20. Oktober 1943 in Zwickau) ist ein deutscher Kommunalpolitiker (CDU), Heimatforscher und Autor.

## Leben
Schneider verbrachte seine frühen Kindheitsjahre in Bernsbach, wo seine Familie Mitgesellschafter der Metallwarenfabrik Schneider & Korb Bernsbach im Erzgebirge gewesen war. Seit 1947 lebt er in der Bergstadt Zwönitz. Nach einem Studium der Journalistik, das Schneider mit Diplom abschloss, war er ab 1968 als Redakteur für die Tageszeitung Freie Presse tätig. Wegen seiner Haltung zum Prager Frühling wurde er 1970 verhaftet und erhielt ab 1971 Berufs- und Schreibverbot. In der Folge trat er 1972 eine Stelle als Maschinenführer im Dreischichtbetrieb in der Zwönitzer Pappenfabrik Krempel an, war 1974 bis 1979 als Angestellter und Bauleiter tätig sowie von 1980 bis 1990 als Abteilungsleiter Ökonomie. Ab Januar 1990 war er Moderator des Runden Tischs in Zwönitz. Vom 1. Juni 1990 bis 31. Juli 2008 war er in drei Amtsperioden frei gewählter Bürgermeister der westsächsischen Stadt. In seine Amtszeit fallen die Eingemeindungen von Brünlos, Dorfchemnitz und Günsdorf (1998/99).
Von 1962 bis zum verhängten Schreibverbot 1970 veröffentlichte Schneider einige Erzählungen und regionalgeschichtliche Beiträge. Seit 1965 widmet er sich der Erforschung der Heimatgeschichte im Raum Zwönitz und betreibt eigene genealogische Forschungen. In seiner Amtszeit als Bürgermeister initiierte er umfangreiche genealogische Arbeiten zu Zwönitz und seinen eingemeindeten Dörfern, die u. a. in mehreren Ortsfamilienbüchern sowie veröffentlichten Regesten von Gerichtsbüchern mündeten. Er ist Autor zahlreicher Bücher, oftmals in erzgebirgischer Mundart, die zum Teil autobiographischen Charakter tragen. Im Projekte-Verlag Cornelius erschien 2013 Schneiders erster Roman Kathi unter Männern. Im Juni 2015 publizierte er eine Chronik von Günsdorf, im März 2016 und November 2020 die erste wissenschaftlich-fundierte Darstellung zur Geschichte von Zwönitz in zwei Bänden.

## Ehrungen
2004 wurde ihm der Literaturpreis Kammweg des Kulturraumes Erzgebirge verliehen. Der in Annaberg-Buchholz ansässige Adam-Ries-Bund würdigte Schneider im Oktober 2014 – in Anerkennung seiner „umfangreichen Aktivitäten zur Herausgabe von Heften der Reihe Quellen zur Orts- und Familiengeschichte des Erzgebirges“ – mit der Verleihung eines Adam-Ries-Sonderpreises. Am 4. November 2016 wurde ihm für seine Chronik der Stadt Zwönitz 960–1945 der Sächsische Landespreis für Heimatforschung verliehen. Bereits seit 2008 ist er Ehrenbürger der Stadt Zwönitz.

## Werke
- Wie ich e Lausgung war: Geschichten einer Kindheit. Bücher-Walther, 2001, ISBN 3-9806774-8-6.
- Wie iech e Aufsteiger war: neue Geschichten einer Jugend. Bücher-Walther, 2003, ISBN 3-9808333-8-0.
- Wie iech e Halbstarker war: Geschichten einer Jugend. Bücher-Walther, 2002, ISBN 3-9808333-3-X.
- Wie iech e Staatsfeind war: Geschichten einer Kindheit. Bücher-Walther, 2004, ISBN 3-937654-03-8.
- Wie iech e stilles Wasser war. Bücher-Walther, 2005, ISBN 3-937654-06-2.
- Vergangen, verdrängt, aber vergessen? Chronik von Bernsbach 1933–1950. Gemeindeverwaltung Bernsbach, DNB 1038588308.
- Is wor emol ben Laube Ott: Zwönitzer Originale. Bücher-Walther, 2006, ISBN 978-3-937654-14-0.
- Das Erzgebirgische Dekameron: 49 Stammtischgeschichten. Altis, 2007, ISBN 978-3-910195-53-0.
- Wie iech dr Bürgermaaster war. Bücher-Walther, 2008, ISBN 978-3-937654-30-0,
- (mit Harald Schindler) Zwönitz – alte Bergstadt mit Zukunft: Festschrift zum 850-jährigen Stadtjubiläum. Stadtverwaltung Zwönitz (Hrsg.), 2010, DNB 1004928866.
- Lachen macht gesund: heitere Geschichten. (Hrsg. Klaus Walther), Mironde, Niederfrohna 2011, ISBN 978-3-937654-64-5.
- Kathi unter Männern. Halle (Saale): Projekte-Verlag Cornelius 2013, ISBN 978-3-95486-346-4.
- 500 Jahre Günsdorf. Eine heimatliche Bestandsaufnahme anlässlich der Ersterwähnung, 75 Jahre Freiwillige Feuerwehr. Zwönitz 2015, DNB 1073649296.
- Chronik der Stadt Zwönitz 960–1945. Ein Handbuch. Zwönitz 2016, DNB 1097214958.
- Chronik der Stadt Zwönitz 1945–1990. Ein Handbuch. Zwönitz 2020, DNB 1222114119.
- Seit iech e Ruheständler bie: Neue heitere Geschichten. BoD 2023, ISBN 978-3-7392-1978-3.